# Mănăstirea Sfântul Ilie din Iași
Mănăstirea Sfântul Ilie din Iași (cunoscută și ca Biserica Sfântul Ilie) a fost o mănăstire ortodoxă care a existat în Iași între secolele al XVII-lea și jumătatea secolului al XX-lea. Biserica a fost ctitorită către anul 1620 de către boierul Ionașcu Ghenghea, biserica fiind cunoscută un timp și ca biserica Ghenghei sau a Ghianghei. Ionașcu Ghenghea a fost, între 26 septembrie 1626-30 iunie 1630, mare vornic al Țării de Jos și apoi mare logofăt (16 decembrie 1630-15 martie 1634).
Biserica a fost construită în Mahalaua Măjilor din Târgul de Sus, pe Ulița Sârbească care apoi va fi numită Ulița Sfântul Ilie și, în zilelele noastre, Strada Vasile Alecsandri, uliță situată între Ulița Goliei (actuala stradă Cuza Vodă) și Ulița de Sus (bulevardul Independenței). În jurul bisericii au fost construite ulterior chilii, biserica transformându-se în mănăstire care, mai târziu, a devenit metoh al Mănăstirii Buhalnița și a fost mult timp condusă de egumeni greci.
La 1 noiembrie 1834 domnitorul Mihail Sturdza a aprobat la solicitarea lui Gheorghe Asachi înființarea primei școli de fete din țară: Școala Centrală de Fete din Iași, cu sediul într-o casă a Mănăstirii Sf. Ilie, mutată ulterior în niște case ale Mănăstirii Bărboi, apoi în casele lui Anastasie Panu și Ghica Brigadir. În anul 1859 capătă denumirea de Școala Centrală de Fete din Iași, care a fost transformată în 1893 în Școala Normală de Fete iar în 1904 Școala de Învățătoare Rurale, apoi Școala Mihail Sturdza Vodă.
Dezvoltarea Târgului de Sus a făcut ca biserica să fie înconjurată de mari proprietăți boierești: la sud era situat Palatul Sturza care adăpostește în prezent Poșta, la nord casa vornicului Vasile Alecsandri, casă în care a fost Muzeul Teatrului, și la nord-est palatul logofătului Constantin Sturza (fosta casă Roset), clădire care adăpostește Muzeul de Istorie Naturală.
Intrarea în vigoare a Regulamentului Organic și impunerea primelor reguli de urbanism au determinat preocupări efective ale autorităților locale privind amenajarea străzilor și crearea de piețe civice. Departamentul Treburilor din Lăuntru a propus în 1841 organizarea a cinci piețe civice, între care una în vecinătatea bisericii Sfântul Ilie.
Secularizarea averilor mănăstirești a constituit începutul epocii de declin a bisericii. Redevenită biserică parohială și lipsită de veniturile care să permită reparații, biserica s-a degradat în timp și a fost închisă în 1898 fiind declarată ireparabilă în 1911. La începutul secolului al XX-lea, după Primul Război Mondial, biserica Sfântul Ilie a devenit filială a bisericii Talpalari și între anii 1929-1931 au fost realizate lucrări de restaurare, biserica fiind resfințită în 1938.
Între anii 1938-1941 preot al bisericii Sfântul Ilie a fost Grigore Resmeriță, asasinat de legionari în timpul pogromului de la Iași.
În 1944 biserica a fost grav avariată în urma unui bombardament; din cauza lipsei resurselor financiare restaurarea nu a fost posibilă în anii ce au urmat celui de-al Doilea Război Mondial. Raportul comisiei de expertiză din 1952 a decis demolarea bisericii; după demolarea efectuată în 1953 obiectele au fost împărțite altor biserici iar Biserica Talpalari a primit și hramul „Sf. Ilie”.
La cererea Direcției Regionale CFR Iași, Parohia Talpalari a acceptat să schimbe terenul fostei biserici Sfântul Ilie cu un alt teren situat într-o altă parte a orașului; în final, datorită impunerii unui nou schimb de terenuri, Parohia Talpalari a donat statului terenurile respective.

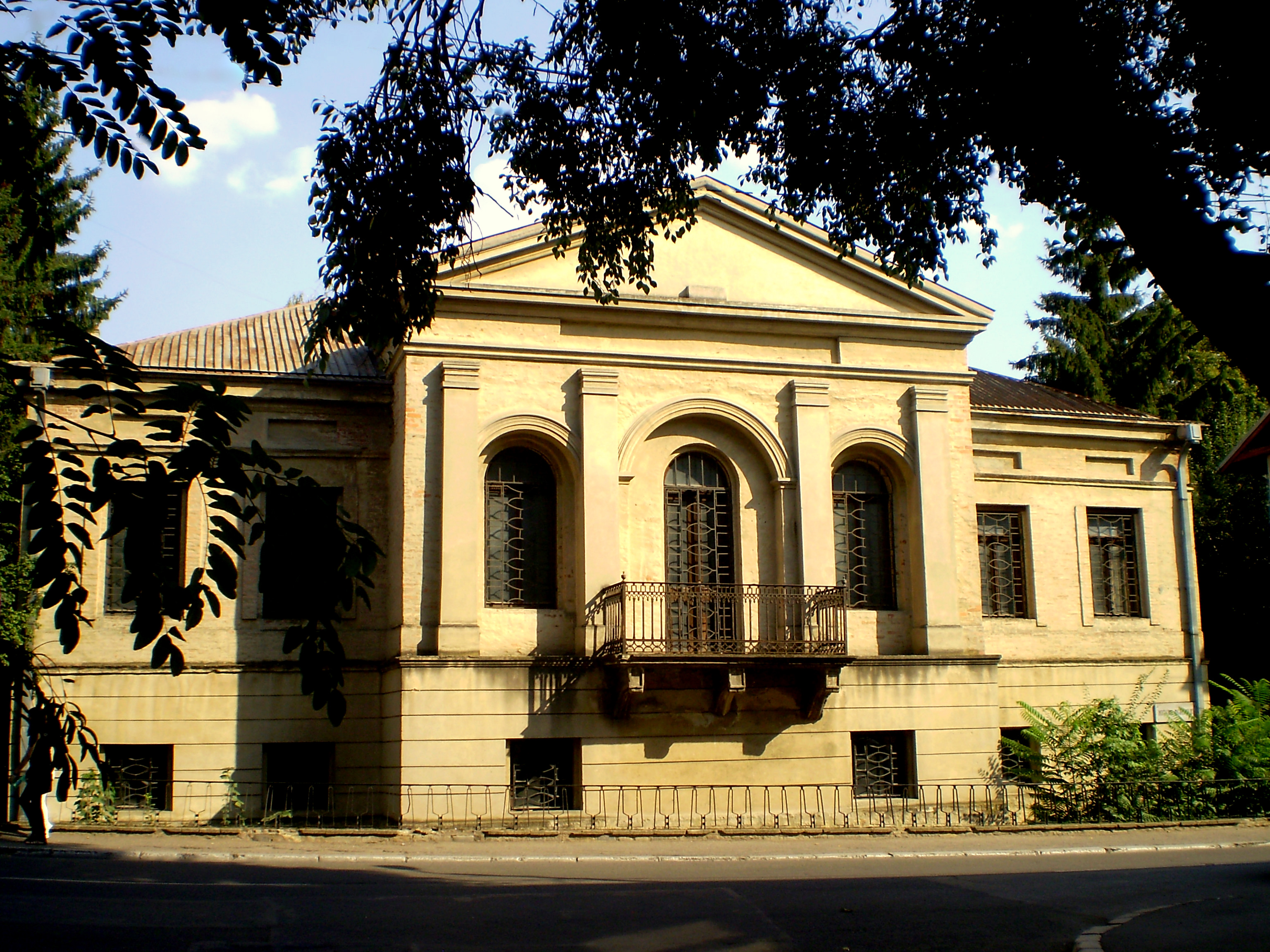
Casa vornicului Vasile Alecsandri, vecină cu Mănăstirea Sfântul Ilie, casă care a adăpostit Muzeul Teatrului.

## Amintirea Mănăstirii Sfântul Ilie în literatură
Vasile Alecsandri a copilărit în casa de pe Ulița Sfântul Ilie, curtea bisericii fiind unul din locurile preferate de joacă. În povestirea Vasile Porojan Alecsandri scria:  
„Am pierdut în Vasile Porojan pe cel de pe urmă martor al începutului vieții mele, rivalul meu în jocul de arșice și în azvârlitura de pietre pe deasupra bisericii Sfântului Ilie din Iași, vecină cu casa părintească. [...] Ce talent avea el pentru confecționarea arcelor de nuiele cu săgeți de șindrilă! Cum știa de bine să înalțe zmeie de hârtie poleită până sub nori și să le trimită răvașe pe șfară!... Acele zmeie cu cozi lungi erau fabricate de dascălul bisericii și purtau pe fața lor următoarele cuvinte scrise cu slove chirilice:

„Afurisit să fie cu tot neamul lui și să ardă în jăraticul iadului acel care ar găși acest zmeu căzut și nu l-ar aduce în ograda Sfântului Ilie.” ”— Vasile Alecsandri, „Vasile Porojan” 

## Legături externe
- Nicolae Pintilie, „Sfântul Ilie” din Iașii dispărutelor biserici, pagină pe situl Doxologia al Mitropoliei Moldovei și Bucovinei. Pagină accesată pe 22 noiembrie 2013.
- Gheorghe Samoilă, O biserică dispărută: Biserica „Sfântul Ilie” din Iași, pagină pe situl http://frgheorghe.wordpress.com/. Pagină accesată pe 22 noiembrie 2013.
- Efigii culturale, Iași, 2003 - link PDF